# Jason Gatson
Jason Gatson född den 25 juni 1980 i Mesa, Arizona, är en amerikansk gymnast.
Han tog OS-silver i lagmångkampen i samband med de olympiska gymnastiktävlingarna 2004 i Aten.